# Hieracium mlinicae
Hieracium mlinicae là một loài thực vật có hoa trong họ Cúc. Loài này được (Hruby & Zahn) Chrtek f. & Mráz mô tả khoa học đầu tiên năm 2007.